# Goephanes rufescens
Goephanes rufescens là một loài bọ cánh cứng trong họ Cerambycidae.